# 日下部治
日下部 治（くさかべ おさむ、1948年 - ）は、日本の土木工学者。東京工業大学名誉教授。
東京工業大学教授、シンガポール国立大学卓越客員教授、茨城工業高等専門学校校長、国際圧入学会会長、アジア土木学協会連合協議会会長、地盤工学会会長、土木学会副会長等を歴任した。

## 人物・経歴
東京生まれ。1973年東京農工大学農学部林学科卒業。1975年東京工業大学大学院理工学研究科土木工学専攻修士課程修了、東京工業大学助手。1980年ケンブリッジ大学大学院工学研究科土質力学専攻修士課程修了、M.Phil（工学修士）。1982年ケンブリッジ大学大学院工学研究科土質力学専攻博士課程修了、Ph.D。指導教官はアンドリュー・N・スコフィールド教授。1984年宇都宮大学助教授。1990年ケンブリッジ大学チャーチル・カレッジ客員フェロー。1991年広島大学教授。1995年シンガポール国立大学卓越客員教授。1996年東京工業大学教授。1999年ACECC（アジア土木学協会連合協議会）を設立し、初代事務総長就任。2004年東京工業大学留学生センター長、デルフト工科大学在外研究員。2007年土木学会副会長。2011年茨城工業高等専門学校校長、地盤工学会会長。2016年筑波大学特命教授、長岡技術科学大学特任教授、第2代IPA（国際圧入学会）会長。2020年長岡技術科学大学監事、IPA専務理事。他にACECC（アジア土木学協会連合協議会）会長、日本学術会議連携会員、日本学術会議災害に対する社会基盤の脆弱性の評価と適正な水準と配備に関する検討分科会委員長、日本学術会議環境地盤工学委員会委員長、沿岸技術研究センター沿岸技術研究諮問委員会委員 、国際臨海開発研究センター評議員、海洋・港湾構造物設計士会顧問等。

## 社会的活動
2022年、普天間基地移設問題に係る辺野古新基地の防衛省による設計変更につき、防衛省により採用された地盤の安定性確認方法は適切だとする鑑定書を作成した。これを受け、斉藤鉄夫国土交通大臣により、沖縄県の設計変更不承認処分が、取消しとなった。

## 著作

### 著書
- 『土質力学』コロナ社 2004年

### 編書
- 『新土木実験指導書 土質編』（木村孟と共編）技報堂出版 1993年

### 監修
- 『ひたちなか市液状化ハザードマップ : 解説版』ひたちなか市都市整備部都市計画課 2015年